# Werner Richter (Messtechniker)

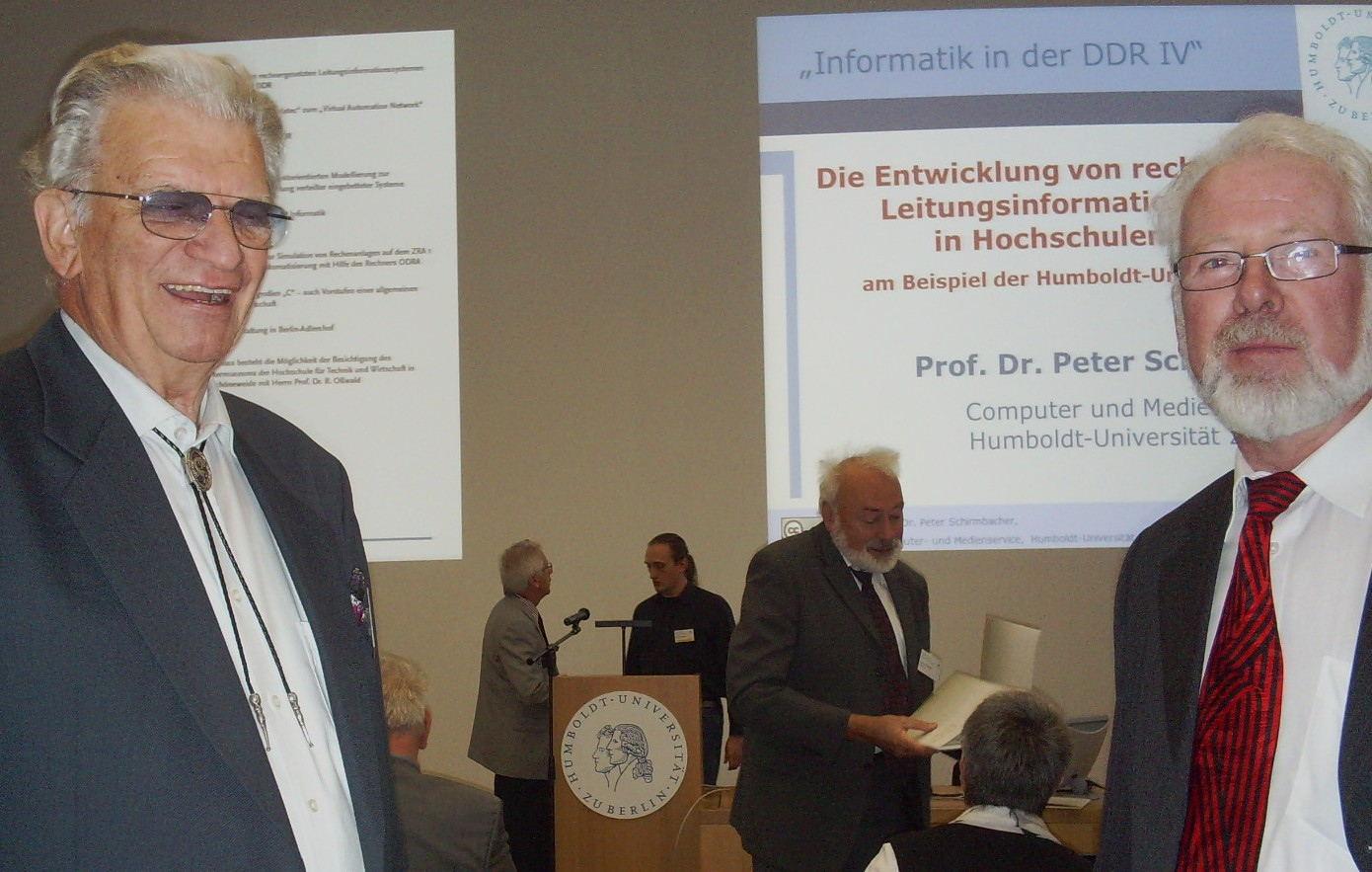
Werner Richter (links) und Peter Neumann bei einer Tagung an der Humboldt-Universität zu Berlin, 2010

Werner Richter  (* 24. April 1931 in Gohla; † 15. April 2015 in Döbeln) war ein deutscher Ingenieur und Professor für Messtechnik sowie Mitbegründer der Ausbildung von Diplom-Ingenieuren für Automatisierungsanlagen in Deutschland.

## Werdegang
Werner Richter wurde 1931 in Gohla, Kreis Meißen in Sachsen als zweites von vier Kindern geboren, sein Vater war Werkzeugmacher. Von 1937 bis 1945 besuchte er die Volksschule in Rüsseina und danach bis 1948 die Handelsschule in Nossen parallel zu einer kaufmännischen Lehre. Anschließend war er als Maschinenbuchhalter in Landhandelsbetrieben tätig. In den Jahren 1950 bis 1952 besuchte er die Arbeiter- und Bauernfakultät (ABF) an der TH Dresden und an der Universität Greifswald und erwarb dort die Hochschulreife.
Der Studienwunsch Luftfahrttechnik entstand, weil er schon als Kind und Jugendlicher Drachen und Flugmodelle baute und dabei auch versuchte, das Prinzip des Fliegens tiefer zu verstehen. Sein Studium absolvierte er daher an der Universität Rostock und der Technischen Hochschule Dresden in den Fächern Luftfahrttechnik, Maschinenbau und Elektrotechnik. Seinen Abschluss als Diplom-Ingenieur erlangte er 1958 in der Fachrichtung Luftfahrtgeräte. Als Arbeiterkind eingestuft, hatte er Stipendien und allseitige Unterstützung erhalten, und er fühlte sich entsprechend gebotener Bildungsmöglichkeiten der DDR verpflichtet.
Seinem Studium folgte eine wissenschaftliche Tätigkeit als Assistent und Oberassistent an der Technischen Universität Dresden, Fakultät Elektrotechnik, Institut für Fernwirktechnik. Bedingt durch die totale Auflösung der Luftfahrtindustrie in der DDR im Jahre 1961 befasste sich  Richter dann mit Mess- und Regelungstechnik.  Er fand  innerhalb derselben Fakultät enge Verbindungen zum Institut für Regelungstechnik (Direktor: Heinrich Kindler)  sowie zum Institut für Regelungs- und Steuerungstechnik Dresden der Deutschen Akademie der Wissenschaften zu Berlin, dem späteren Bereich Technische Kybernetik Dresden der Akademie der Wissenschaften (Bereichsleiter: Hans-Joachim Zander).
1968 erlangte er seine Promotion zum Doktor-Ingenieur (Dr.-Ing.) mit einem Thema zur Synchronisation bei der großformatigen Bildtelegrafie für den dezentralen Zeitungsdruck. Seine Hochschullehrertätigkeit begann 1969 als Hochschuldozent für Prozessmesstechnik an der TU Dresden, 1971 hat er dort die Lehrbefähigung (facultas docendi) für Messtechnik erworben. 1974 folgte seine Promotion zum Doktor der Wissenschaften (Doctor scientiae technicarum,  Dr. sc. techn.) mit einer Arbeit über Frequenzanaloge Messsysteme (1990 Umwandlung des „Dr. sc. techn.“ in „Dr.-Ing. habil.“).

## Wirken in der Hochschulausbildung und Wissenschaft
Im Jahre 1974 erfolgte die Berufung von  Richter zum ordentlichen Professor für Messtechnik an die Ingenieurhochschule in Leipzig, der 1977 der Status Technische Hochschule Leipzig (THL) verliehen wurde. Er setzte hier seine 1969 begonnenen Vorlesungen und Seminare im Fach Messtechnik/Sensorik für Elektrotechniker, Maschinenbauer und Verfahrenstechniker fort (vorwiegend in Leipzig, Dresden und Chemnitz).
Die weiteren Forschungs- und Entwicklungsarbeiten von  Richter bezogen sich auf Sensortechnik und deren Elektromagnetische Verträglichkeit (Patente). Speziell erfolgten Forschungen zu Frequenzanalogen Messsystemen, zur Informations- und Messwertübertragung, zur Störbeeinflussung und zur Sensortechnik/Sensorelektronik sowie zur Anwendung von langwelligem Infrarot (Wärmestrahlung).

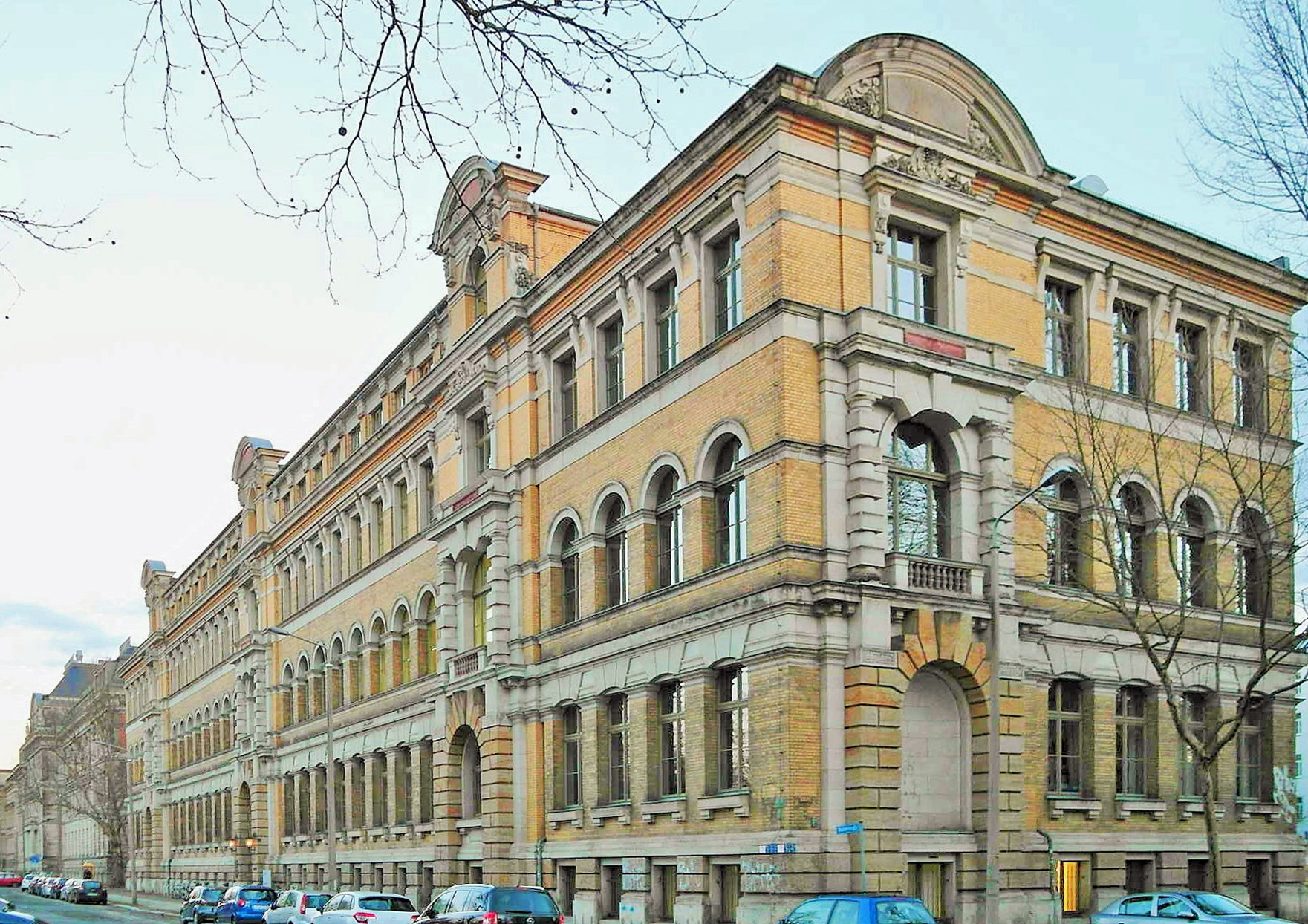
Leipzig, Wächterstraße 13, ehemaliges Gebäude der TH Leipzig für die beiden Sektionen Automatisierungsanlagen und Elektroenergieanlagen, heute Wiener-Bau: Fakultätsgebäude der HTWK (errichtet vom Architekten Hugo Licht)

Als Direktor der Sektion Automatisierungsanlagen hat er die Ausbildung von Diplom-Ingenieuren in der im deutschsprachigen Raum einmaligen Spezialisierung für Automatisierungsanlagen maßgeblich aufgebaut und mitgestaltet. An der TH Leipzig hat sich in diesem Zeitraum im engen Zusammenwirken mit der Sektion Elektroenergieanlagen (Direktor: Siegfried Altmann) die technologische Profillinie Anlagen des Elektroingenieurwesens in Ausbildung und Forschung herausgebildet.
Hinzu kam später noch die Spezialisierung Automatisierung Bauwesen unter der Federführung von Werner Kriesel. In interdisziplinärer Kooperation mit der Sektion Bauwesen sowie mit der Bauakademie Berlin wurden hier Ende der 1980er Jahre die ersten Absolventen verabschiedet. Als Mitglied im Beirat Elektroingenieurwesen (Vorsitzender: Gerhard Linnemann, damals Rektor in Ilmenau) beim Ministerium für Hoch- und Fachschulwesen seit 1980, konnte Richter diese beiden Profilierungen stabilisieren.
Ein Novum und eine Besonderheit in der DDR war in der von Richter geleiteten Sektion der 1980 gegründete Industrie-Hochschul-Komplex Anlagenautomatisierung (IHK). Die  drei Industriebetriebe bzw. Kombinate Geräte- und Regler-Werke Leipzig, Chemieanlagenbau Leipzig-Grimma und Starkstromanlagenbau Leipzig-Halle sowie auch die TH Leipzig finanzierten gemeinsam die Personalstellen und Sachkosten des IHK, so dass die hier beschäftigten Ingenieure kurzfristig Probleme im Sinne von Technologietransfer lösen konnten. Dieser IHK wurde durch den a. o. Professor Werner Bennewitz geleitet, durch den Prorektor für Natur- und Technikwissenschaften Dietrich Balzer gefördert und hatte zuletzt 60 feste Mitarbeiterstellen; er wurde im Zuge der Wiedervereinigung 1990 aufgelöst. Das damalige IHK-Konzept ähnelte in seiner Funktion und Struktur der heutigen Drittmittelforschung in einem An-Institut mit Transferaufgaben von der Forschung in die Anwendung.
Richter bewältigte eine beachtliche  Aufgabenfülle einschließlich zahlreicher wissenschaftlich-gesellschaftlicher Funktionen, die er wahrgenommen hat:
Durch seine Mitgliedschaft im „Zentralen Arbeitskreis Steuerungs- und Regelungstechnik“ (ZAK-Vorsitz: Heinz Töpfer) beim Forschungsrat im Ministerium für Wissenschaft und Technik seit Anfang der 1980er Jahre war er stets über aktuelle Tendenzen der Forschung und Entwicklung in der Industrie informiert. Dies ermöglichte ihm zusammen mit den Mitarbeitern seiner Sektion, auch umfangreiche Forschungsprojekte in Kooperation mit der Automatisierungsindustrie aufzunehmen, insbesondere konzentriert auf den Schwerpunkt "Vorlauf für künftige Automatisierungsanlagen" (Geräte- und Regler-Werke Teltow).
Richter war  in der Nachfolge von Heinz Töpfer von 1982 bis 1991 Vorsitzender der Wissenschaftlich-technischen Gesellschaft Mess- und Automatisierungstechnik (WGMA) in der Kammer der Technik Berlin (Präsidentin: Dagmar Hülsenberg). In dieser Eigenschaft oblag ihm zugleich die offizielle Vertretung der WGMA als Nationale Mitgliedsorganisation der DDR in der IFAC (International Federation of Automatic Control, Vertreter: Karl Reinisch, TH Ilmenau), in der IMEKO (International Measurement Confederation, Vertreter: Dietrich Hofmann, Universität Jena) und in der IAPR (The International Association for Pattern Recognition, Vertreter: Klette, Akademie der Wissenschaften, ZKI Berlin). Richter selbst war in der IMEKO zugleich Member of Credentials and Membership Committee. Von 1991 bis 1997 wirkte er als Mitglied des Beirats der VDI/VDE-Gesellschaft Mess- und Automatisierungstechnik (GMA) in Düsseldorf und Frankfurt am Main.
Insgesamt hat Richter der von ihm geleiteten Sektion Automatisierungsanlagen der TH Leipzig durch ihre ausdrückliche Anwendungsorientierung Anerkennung im In- und Ausland verschafft. Er hat 6 Lehrstühle für alle Hauptkomponenten von Automatisierungsanlagen in der Sektion eingerichtet und den Personalbestand auf rd. 120 Mitarbeiterstellen, zahlreiche Doktorandenstellen, 60 Personalstellen im IHK sowie rd. 500 Studenten ausgebaut. Damit haben er und seine Mitarbeiter eine der größten Hochschuleinrichtungen mit ausschließlicher Spezialisierung für Automatisierungstechnik im deutschsprachigen Raum geschaffen. Zu deren Ansehen hat nicht zuletzt auch das Wirken von Richter als Chairman / Co-Chairman in nationalen und internationalen Fachtagungen sowie Kongressen im In- und Ausland beigetragen. Auf seinem Spezialgebiet Messtechnik pflegte er besonders enge Arbeitskontakte nach Berlin zu Hans Hart und nach Chemnitz zu Eugen-Georg Woschni sowie nach München zu Elmar Schrüfer und Hans-Rolf Tränkler.
Richter war Mitglied des Senats der Technischen Hochschule Leipzig sowie von 1990 bis 1992 deren Prorektor für Wissenschaftsentwicklung. In den Jahren 1991 bis 1993 war er zugleich Fachgutachter für die Deutsche Forschungsgemeinschaft (DFG) in Bonn.
Richter erstellte über 80 Gutachten zu Dissertationen, über 30 Gutachten zu Habilitationen, nahezu 50 Gutachten zu Berufungen sowie Gutachten für die Wirtschaft.
Er ist Autor und Mitautor von 12 Lehr- und Fachbüchern (bis zu 14 Auflagen), 5 Buchübersetzungen aus dem Russischen und Tschechischen sowie von 45 Artikeln in Fachzeitschriften und von populärwissenschaftlichen Artikeln. Er hat über 50 Vorträge auf wissenschaftlichen Konferenzen im In- und Ausland gehalten. Als Mitinhaber ist er an 19 Patenten beteiligt.
In Zusammenarbeit mit Manfred Engshuber aus Ilmenau hat er sich in seinen letzten Jahren mit der Messtechnik des Alexander von Humboldt befasst und die Ergebnisse in einem Buch zusammengetragen.
Richter gehörte zu den Experten der Messtechnik sowie zu den Wegbereitern der Ausbildung von Diplom-Ingenieuren für Automatisierungsanlagen in Deutschland. Aus dem akademischen Umfeld von Richter in Dresden und Leipzig sind als Professoren hervorgegangen: H. Ehrlich, R. Müller, D. Balzer, W. Kriesel, H.-G. Woschni, W. Bennewitz, K.-P. Schulze, G. Stein, K. Steinbock (Gründungsrektor der Hochschule für Technik, Wirtschaft und Kultur in Leipzig), G. Gruhn, R. Werthschützky, A. Pretschner, A. Hebestreit, J. Hoffmann, M. Kappert, J. du Puits, H. Richter, M. Sturm, T. Heimbold, K. Kabitzsch, M. Lohöfener, P. Helm.

## Wirken in der freien Wirtschaft
Als nach der deutschen Wiedervereinigung die schrittweise Schließung der TH Leipzig in einem Zeitfenster von 1992 bis 1996 erfolgte, nachdem 1992 die Hochschule für Technik, Wirtschaft und Kultur (HTWK) gegründet wurde (Gründungsrektor: Klaus Steinbock), wechselte Richter nunmehr in die Industrie. Von 1995 bis 1999 übernahm er die Leitung eines Forschungsinstituts der britischen GENOVA Ltd. Hier betrieb er Entwicklungen zur Anwendung von langwelliger Infrarot-Strahlung (Wärmestrahlung), insbesondere für die Raumheizung in der Klimatechnik, zur Temperierung des Sitzbereichs in hohen Räumen (z. B. in Kirchen) sowie für medizinische Zwecke.
Von 1997 bis 1999 war er zugleich Vorstandsmitglied der Trapos AG Mittweida und hier speziell an der Entwicklung eines Elektro-Autos als Shuttle zum bevorzugten Einsatz in Kureinrichtungen, in Kliniken und auf Messen beteiligt.
Ab dem Jahr 2000 war er als Fachberater und Gutachter aktiv, vorwiegend auf dem Gebiet der Wärmewirkung sowie der Energieeffizienz von langwelligem Infrarot in der Raumheizung.

## Ehrungen
- 1981 Barkhausen-Ehrenmedaille der Akademie der Wissenschaften
- 1982 Verdienstmedaille
- 1986 Ehrennadel der Kammer der Technik in Gold
- 1988 Orden Banner der Arbeit (Stufe I).

## Schriften (Auswahl)
- 19 Patente, angemeldet im In- und Ausland und von der Industrie genutzt.
- mit P. V. Nowickij: Gütekriterien für Messeinrichtungen (u. a.: Anwendung der Qualimetrie). Verlag Technik, Berlin 1978.
- mit Günter Helm; Gerhard Prang (Red.): Lehrbuch der Automatisierungstechnik. 14. Auflage. Verlag Technik, Berlin 1985.
- mit anderen: Luftfahrzeuge. In: Das Fachwissen des Ingenieurs. Band IV, Fachbuch-Verlag, Leipzig 1968.
- mit Felix Noack, Klaus Kaplick u. a.: Luftfahrzeuge. Carl Hanser Verlag, München 1970, DNB 457470224.
- mit Reinhold Drachsel: Grundlagen der elektrischen Messtechnik. 7. Auflage. Verlag Technik, Berlin 1983, DNB 830819940.
- mit Heinz Töpfer: Schlüsseltechnologie Automatisierung: gestern –heute –morgen. In: messen, steuern, regeln, Berlin. Jg. 32, Nr. 10, 1989, S. 434–438.
- Elektrische Messtechnik – Grundlagen. 3. Auflage. VDE-Verlag, Offenbach 1994, ISBN 3-8007-2028-0.
- Beitrag in: Jörg Hoffmann (Hrsg.): Taschenbuch der Messtechnik. 6. Auflage. Fachbuchverlag Leipzig im Carl Hanser Verlag, München 2011, ISBN 978-3-446-42391-6.
- Beitrag in: Jörg Hoffmann (Hrsg.): Handbuch der Messtechnik. 4. Auflage. Carl Hanser Verlag, München 2012, ISBN 978-3-446-42736-5.
- mit Manfred Engshuber: Alexander von Humboldts Messtechnik – Instrumente, Methoden, Ergebnisse. epubli Verlag, Berlin 2014, print-Ausgabe ISBN 978-3-8442-8969-5.